# Greenockit
Greenockit je vzácný šesterečný minerál, chemicky sulfid (sirník) kademnatý – CdS.

## Charakteristika

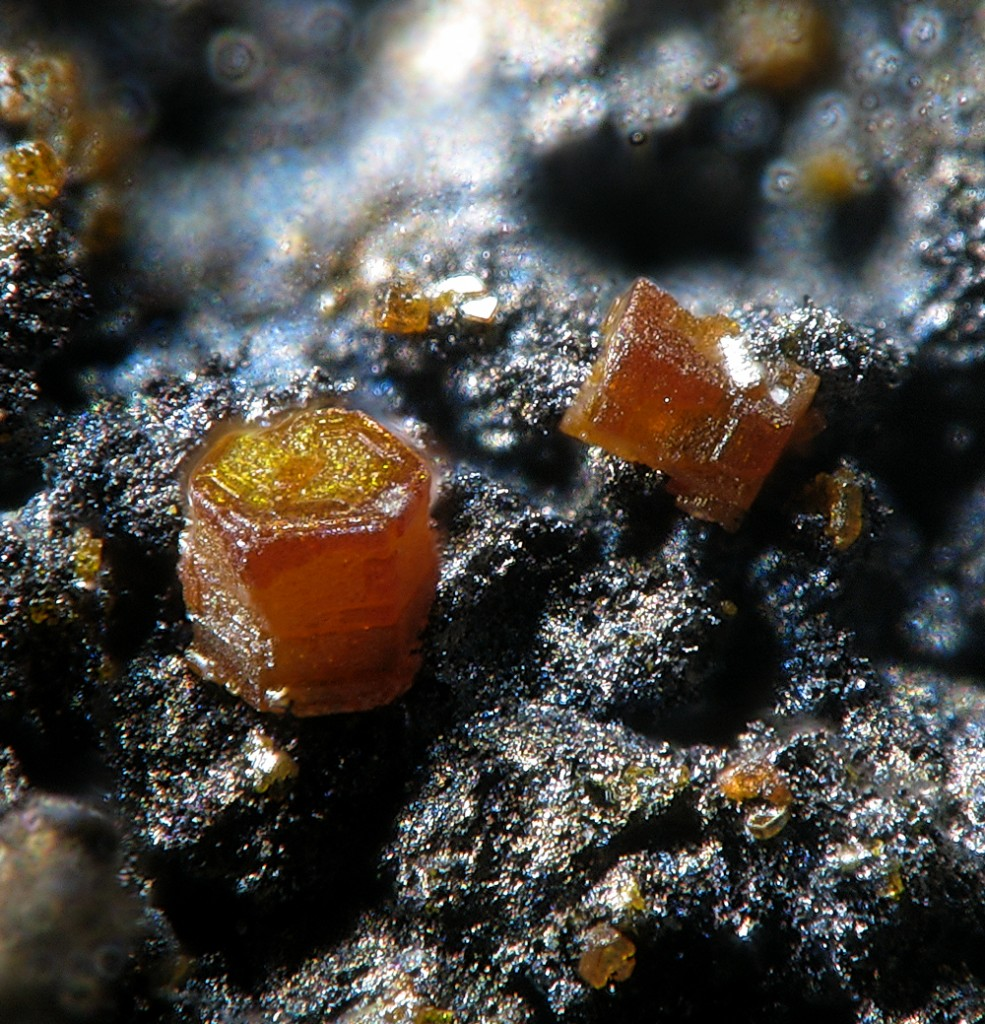
Šestiboký krystal Greenockitu.

Fyzikální vlastnosti: tvrdost: 3,5–4, hustota: 4,8 g/cm³
Optické vlastnosti: lesk: mastný až diamantový. Minerál je žluté, oranžové, místy dokonce i zelené barvy. Vryp je oranžový. Krystaly jsou vzácné; nejčastěji je nalézán v podobě povlaků a náletů.
Chemické vlastnosti: Složení: Cd 77,8%, S 22,2%

## Vznik
Vzniká usazováním z horkých hydrotermálních roztoků, případně se vyskytuje v mafických horninách. Může se také vyskytovat v doprovodu dalších minerálů, jako např.: sfalerit, smithsonit, tetraedrit, kasiterit, chalkopyrit, i jiné.

## Výskyt
Jedná se o vzácně se vyskytující minerál, nejčastěji ve formě zemitých náletů a práškovitých povlaků.
V Česku jsou naleziště Stříbsku a v Příbrami. Dále se nachází ve Španělsku, Itálii, Bulharsku, Bolívii a USA (New Jersey, Pensylvánie, Virginie, Arkansas, Missouri). Velké krystaly pocházejí ze Skotska.
Minerál je pojmenován po lordu Greenockovi, na jehož pozemku ve Skotsku byl roku 1840 objeven.

## Ekonomický význam

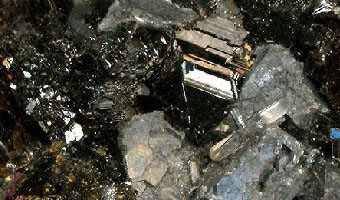
Sfalerit, jenž je využíván jako průmyslový zdroj kadmia.

Jedná se o jeden z mála minerálů obsahujících kadmium; jeho obsah v minerálu činí cca 78%. Nicméně, vzhledem k vzácnému výskytu, je těžen a prodáván především pro sběratelské účely.
Průmyslovým zdrojem kadmia jsou rudy zinku, především sfalerit, ve kterém se nachází příměsi kadmia, nejčastěji v desetinách procenta, ale vzácně i v 1 až 3 %.